# Camil Petrescu
Camil Petrescu (Bukarest, 1894. április 22. – Bukarest, 1957. május 14.) román író, drámaíró, költő, esztéta és filozófus. Az ő fellépésének köszönhetően ért véget a román irodalomban a klasszikus regények időszaka és ő lett a modern regényírás romániai megalapítója.

## Élete
Bukarestben született, Ana Keller Petrescu és Camil Petrescu gyermekeként. Szülei elhagyták, ezért egy dajka nevelte fel.
Tanulmányait a bukaresti Obor negyedben kezdte, majd 1906-ban beiratkozott a Szent Száva Líceumba, ahol 1909-ig tanult, majd átiratkozott a Gheorghe Lazăr Líceumba, itt is érettségizett 1913-ban. Ugyanebben az évben megjelent első cikke is a Rampa irodalmi magazinban.
1915 novembere – 1916 júliusa között elvégezte a bukaresti Filozófiai Egyetemet, időközben különböző irodalmi magazinokban jelentek meg cikkei. 1916. augusztus 1-én behívták katonai szolgálatra, majd 1916. augusztus 27-én, amikor Románia megtámadta az Osztrák-Magyar Monarchiát, alhadnagyi rangban részt vett a Brassóért vívott harcokban. Időközben megsebesült és a târgoviște-i katonai kórházba került. Felgyógyulása után újra kikerült a frontra, ahol részt vett a moldvai harcokban, 1917. július 24-én pedig hadifogságba esett. Az osztrák-magyar hatóságok a többi hadifogollyal együtt Sopronba deportálták, innen csak 1918. április 10-én szabadult, azonban amíg hadifogságban volt, a román hatóságok hősi halottá nyilvánították, ezért hazatérte után sok problémája akadt, míg hivatalosan is visszavették az "élők sorába".
A fronton szerzett tapasztalatait élete fő művében, az Ultima noapte de dragoste – Întâia noapte de război (A szerelem utolsó, a háború első éjszakája) című regényében írta meg. 1921-ben Oravicabányán indult a képviselő-választáson, de kudarcot vallott, ezért végleg visszavonult a politikai életből. Az 1920-as években több verses és novelláskötete is megjelent, majd 1930-ban kiadták az Ultima noapte de dragoste – Întâia noapte de război című regényét, amelynek köszönhetően nagy hírnévre tett szert. 1939-ben kinevezték a Nemzeti Színház igazgatójának.
1944. augusztus 23-án, a németek lebombázták Bukarestet és többek között Camil Petrescu háza is megsemmisült, ezért egy rövid időre hajléktalanná vált. 1947-ben a Román Akadémia tagjává választották, ugyanabban az évben Állami Díjjal tüntették ki.
1957-ben hunyt el Bukarestben.

## Regényei
- Ultima Noapte de dragoste – Întâia noapte de război (A szerelem utolsó, a háború első éjszakája), 1930
- Patul lui Procust (Prokrusztész-ágy), 1933
- Un om între oameni (Ember az emberek között), 1953–1957 (befejezetlen maradt)

## Novellái
- Turnul de fildeș (Az elefántcsonttorony), 1950
- Moartea pescărușului (A sirály halála), 1950
- Mănușile, 1950 (Kesztyűk)
- Cei care plătesc cu viața (Akik az életükkel fizetnek), 1950

## Verseskötetei
- Versuri. Ideea. Ciclul morții (1923)
- Un luminiș pentru Kicsikem (1925)
- Transcedentalia (1931)
- Din versurile lui Ladima (1932)

## Színdarabjai
- Jocul ielelor (Szélleányok tánca) 1918
- Act venețian (Velencei történet), 1918-1946
- Suflete tari (Erős lelkek), 1921
- Danton, 1924-1925
- Mioara, 1926
- Mitică Popescu, 1925-1926
- Dona Diana, comedie in gustul Renasterii in zece tablouri dupa Moreto, 1938
- Iata femeia pe care o iubesc (Nézd, a nő, akit szeretek) 1943
- Prof.dr.Omu vindeca de dragoste, 1946
- Bălcescu, 1948
- Caragiale în vremea lui (Caragiale az ő idejében) 1955

## Filozófiai munkái
- Noocrația necesară, 1924
- Teze și antiteze (Tételek és cáfolatok), 1936
- Husserl, o introducere în fenomenologie, 1938
- Doctrina substanței (kiadatlan)

## Magyarul
- Bălcescu. Történelmi színmű; ford. Lajtha Géza, bev. Balla Ernő; Irodalmi és Művészeti, Bukarest, 1950
- Ember az emberek között. Regény, 1-3.; ford. Vigh Károly, versford. Veress Zoltán; Ifjúsági, Bukarest, 1961
- Prokrusztész-ágy. Regény; ford. Békési Ágnes, bev. Ion Carcasu; Irodalmi, Bukarest, 1966 (Román írók)
- A szerelem utolsó, a háború első éjszakája. Regény; ford. Szász Béla; Irodalmi, Bukarest, 1969
- Velencei történet; ford., utószó Jánosházy György; Irodalmi, Bukarest, 1969 (Drámák)